# Commission communale d'accessibilité
La loi du 11 février 2005 pour l’égalité des droits et des chances, la participation et la citoyenneté des personnes handicapées aborde de nombreux points tels que la compensation du handicap, la prévention et l’accès aux soins, l’intégration scolaire et professionnelle. L’accessibilité tient bien évidemment une place importante dans ce dispositif.
Les textes d’application rendent cette loi effective. Il s’agit de décrets en Conseil d’État et d’arrêtés.
Les communes de 5 000 habitants et plus doivent ainsi créer une commission communale pour l’accessibilité, sauf si une commission intercommunale a déjà été créée. .

## Objectifs de la Commission
- Cette commission dresse le constat de l’état d’accessibilité du cadre bâti existant, de la voirie, des espaces publics et des transports.
- Elle établit un rapport annuel présenté en conseil municipal.
- Elle fait toutes propositions utiles de nature à améliorer la mise en accessibilité de l’existant.

La commission communale pour l’accessibilité ne se substitue pas aux commissions consultatives départementales de sécurité et d’accessibilité (CCDSA) et à leurs sous-commissions thématiques (appelées sous-commissions départementales pour l'accessibilité des personnes handicapées) ou géographiques (commissions d'arrondissement ou commissions communales) chargées de donner un avis sur la conformité à la règlementation des projets de construction (bâtiment et dans une moindre mesure voirie).

## Composition
Elle est composée notamment des représentants de la commune, d’associations d’usagers et de personnes handicapées (l’État n’en est pas membre de droit).

## Mode de fonctionnement
Le rapport présenté au conseil municipal est transmis au représentant de l’État dans le département (c'est-à-dire au préfet), au président du Conseil Départemental , au conseil départemental consultatif des personnes handicapées, ainsi qu’à tous les responsables des bâtiments, installations et lieux de travail concernés par le rapport.
Le maire préside la commission et arrête la liste de ses membres.
Cette commission organise également un système de recensement de l’offre de logements accessibles aux personnes handicapées.

## Commission intercommunale
Des communes peuvent créer une commission intercommunale. Celle-ci exerce pour l’ensemble des communes concernées les missions d’une commission communale. Cette commission intercommunale est présidée par l’un des maires des communes, qui arrêtent conjointement la liste de ses membres.
Lorsque la compétence en matière de transports ou d’aménagement du territoire est exercée au sein d’un établissement public de coopération intercommunale, la commission pour l’accessibilité aux personnes handicapées doit être créée auprès de ce groupement. Elle est alors présidée par le président de l’établissement.
La création d’une commission intercommunale est obligatoire pour les établissements publics de coopération intercommunale compétents en matière de transports ou d’aménagement du territoire, dès lors qu’ils regroupent 5 000 habitants ou plus.
La loi no 2005-102 du 11 février 2005 interdisait toute coexistence d'une commission intercommunale et d'une (ou plusieurs) commission(s) communale(s) sur un territoire donné. En effet, si une commission intercommunale est créée, elle assure les missions d'une commission communale pour chacune des communes de son périmètre géographique,.
Néanmoins, la loi n°2015-1776 du 28 décembre 2015 par son article 21 corrige l'article L2143-3 du code général des collectivités territoriales : les commissions distinctes peuvent coexister mais "veillent à la cohérence des constats qu'elles dressent, chacune dans leur domaine compétent".